# Stanley (prune)
Pour les articles homonymes, voir Stanley.
La Stanley est une variété de prune, ronde et de couleur violette. La chair est ambrée jaune, sucrée, mais peu juteuse. Très voisine de la quetsche mais de forme ronde au lieu d'être oblongue, elle peut servir à faire des pruneaux.
Originaire d'Europe, elle a été implantée en Amérique, en 1926 par la station expérimentale de New-York. On trouve aujourd'hui des Stanley en Europe, en Amérique et Asie[source insuffisante].
Le prunier est autofertile, mais aura une meilleure pollinisation en verger venteux. La récolte, vers septembre en Europe est considérée comme très abondante par les pépiniéristes.